# Перстач білий
Перста́ч бі́лий (Potentilla alba L.) — невелика рослина з роду перстач родини розових.

## Морфологія
Багаторічна рослина 8—25 см заввишки) з косим повзучим кореневищем, з прикореневими п'ятипальчастими сріблясто-волосистими листками.
Кореневище товсте, мало гіллясте, лускате.
Стебла тонкі, короткі, не довші за кореневе листя, висхідні, майже від заснування гіллясті, двох-п'яти-квіткові, вкриті шовковистим волосками.
Кореневі листя на довгих черешках, п'ятірні, дуже рідко з домішкою трійчастого; прилистки великі, темно-бурі, з ланцетними, гострими вушками.
Стеблові листки трійчасті.
Квітки на довгих квітконіжках, досить великі; білого кольору.
Квітне в травні — червні.

## Поширення
Перстач білий поширений в Європі. Ареал простягається від Центральної Європи до Волги. Північна межа відповідає півночі Німеччини. Цей вид відсутній у лісах Скандинавії, Фінляндії і на Британських островах. Західний кордон проходить через Вогези та Арденни. На півдні — через північну частину Італії, Югославії, Болгарії по Україні, далі до середньої течії Волги.
В Україні зустрічається зазвичай у поліських та лісостепових районах, а також у передгір'ях Карпат.
Росте на різних ґрунтах від сухих до вологих, бідних поживними речовинами, піщаних і глинистих. Віддає перевагу світлим, особливо дубовим й сосновим лісам, переліскам, узліссям та лугам, трав'янистим схилам і чагарникам.
Цей вид перстачу вже з XIX століття стає все рідкіснішим внаслідок інтенсифікації сільського і лісового господарства.

## Охорона
У ряді країн Європи (наприклад, у Німеччині) рослина перебуває під загрозою зникнення. Занесена в регіональні Червоні книги, зокрема, у Червону книгу Московської, Рязанської, Липецької та інших областей.
В Україні рослина також внесена до Переліку рідкісних і таких, що перебувають під загрозою зникнення, видів рослинного світу на території Тернопільської області (рішення Тернопільської обласної ради № 64 від 11 листопада 2002).

## Екологія
Зростає в трав'янистих заростях дібров, у чагарниках, на узліссях і вирубках.

## Застосування в медицині

### Застосування перстачу білої в народній медицині
У народній медицині сировину перстачу білого застосовують з XVIII століття для лікування захворювань щитоподібної залози, зокрема, при тиреотоксикозі, різних формах зобу, гіперплазії щитоподібної залози.
При цьому як сировина використовується підземна частина — кореневище з корінням, яке заготовляють восени, після відмирання надземної маси. Надземна частина перстачу білого тиреотропної активності не має. Рослина стає придатною для заготовляння сировини на 3-й — 4-й рік вегетації.
Саме завдяки тиреотропній активності коренів перстачу білого дослідники пояснюють той факт, що в Білоруському Поліссі, де поширена практика вживання перстачу у вигляді відвару замість чаю, після аварії на Чорнобильській АЕС було зафіксовано вкрай мало випадків захворюваності ендемічним зобом у порівнянні з іншими районами, що прилеглі до місця трагедії.
У народній медицині відвар трави перстачу білого застосовують також для лікування опущення матки.
Перстач білий має також антибактеріальну активність, тому її застосовують при інфекційних колітах, ентероколітах та інших шлунково-кишкових захворюваннях.
Перстач білий використовується для профілактики та лікування захворювань печінки, серцево-судинної системи та шлунково-кишкового тракту, зокрема, пептичної виразки, а також як антисептичний і ранозагоювальний засіб.
Порошок із сухої трави перстачу білого використовують для загоєння наривів, фурункулів, карбункулів, абсцесів.

### Препарати, що містять перстач білий
| Торгова назва препарату | Форма реєстрації | Форма випуску | Вміст екстракту кореня перстачу білого | Режим застосування та діапазон добової дози кореня перстачу білого |
| Альба                   | БАД              | Капсули       | 300 мг                                 | 1-2 капс. 1-2 рази на день (300–1200 мг)                           |
| Зобофіт                 | БАД              | Капсули       | 80 мг                                  | 2 капс. 1-3 рази на день (160–480 мг)                              |
| Ендокрінол              | БАД              | Капсули       | 100 мг                                 | 2 капс. на день (200 мг)                                           |
| Ендонорм                | БАД              | Капсули       | 200 мг                                 | 1-2 капс. 2-3 рази на день (400–1200 мг)                           |